# Окопниковый минёр
Окопниковый минёр (лат. Agromyza abiens) — вид двукрылых из семейства минирующих мух.

## Описание
Мухи тёмно-коричневой окраски. Длина крыла у самцов 3,6-4,1 мм, самок — 4,3 мм. Высота глаза в 3,6-5,3 раз больше высоты щёк. Щеки и скулы светло-коричневые. Два первых членика усиков коричневато-оранжевые. Третий членик усиков оранжевый, слегка удлинённый, его дистальный край покрыт пучком густых светлых волосков. Щупики коричневатые. Глазковый треугольник полушаровидный, тёмно-коричневый. Жилки крыльев светло-коричневые. Край калиптера и волоски на нём белые. Жужжальца белые. Голени средних ног с двумя заднемедиальными щетинками. Грудь и брюшко в лёгком сероватом опылении.

## Биология
Развивается на представителях семейства бурачниковых. Вредитель лекарственных растений. Молодые личинки образуют узкую мину длиной 1-8 см. На листе, обычно, образуется несколько мин, которые расширяются и в итоге образуют большое пятно. Окукливание происходит вне мин.

## Распространение
Встречается в Европе (Ирландия, Великобритания, Швеция, Германия, Италия, Румыния), Турции и Северной Америке в штете Виргиния, США.